# Guy Ramos
Guy Ramos (Rotterdam, 16 agosto 1985) è un calciatore olandese naturalizzato capoverdiano, difensore del Maense.